# Mohammad Shir
Mohammad Shir (* 1942) je bývalý afghánský zápasník, účastník letních olympijských her 1988 v Soulu, kde ve volném stylu do 68 kg vypadl ve druhém kole.
V prvním kole podlehl Amaraaovi z Mongolska, ve druhém pak celkově bronzovému Carrovi ze Spojených států amerických.